# Les formigues
Les formigues és un mural basat en el cal·ligrama homònim de Joan Salvat-Papasseit, situat a la mitgera del solar del passeig del Born, 25, cantonada amb el carrer del Rec Comtal, al barri de La Ribera de Barcelona.
L'obra original va ser publicada en el llibre L'irradiador del port i les gavines (1921) i al mateix any en el primer exemplar de la revista Proa. Utilitza l'estil conegut com a haiku, una forma de poesia tradicional japonesa que consisteix en composicions de tres versos curts. Els versos vistos des de lluny recorden una fila de formigues. En diagonal, es llegeix:
| « | camí de sol – per les rutes amigues – unes formigues | » |

El poema està il·lustrat també amb una flor i una estrella de mar.

## Història
José Manuel Pinillo, antic col·laborador de La Fura dels Baus, va idear el projecte Mapapoètic, un homenatge a la poesia inclòs en els actes del Fòrum de les Cultures 2004, que consistiria en 26 accions corresponents a altres tants poemes en diferents indrets de la ciutat. En general, van ser obres efímeres, excepte unes poques com aquesta. Els poemes van ser escollits per un equip conformat pel propi Pinillo, Víctor Nubla com a responsable dels projectes transversals del Fòrum, la crítica literària Dolors Udina i Eduard Escofet, que dirigia el festival Propost, també per al Fòrum.
Les formigues va ser la primera instal·lació de Mapapoètic i fou inaugurada l'1 de juny de 2004 pel tinent d'alcalde Jordi Portabella.